# Bodawpaya
Bodawpaya (littéralement Grand-père royal, 11 mars 1745 - Amarapura 5 juin 1819) fut le sixième roi de la dynastie Konbaung de Birmanie (1782-1819). Né Maung Shwe Waing, plus tard Badon Min, il était le quatrième fils d'Alaungpaya, fondateur de la dynastie. Il fut proclamé roi à Ava après avoir déposé son neveu Phaungkaza Maung Maung, (fils de son frère Naungdawgyi). Il déplaça la capitale à Amarapura en 1783.
Il portait le titre de Hsinbyumyashin (Seigneur des Éléphants blancs), mais est connu sous le nom de Bodawpaya, en référence à son successeur, son petit-fils Bagyidaw (Oncle Royal Aîné), qui reçut lui-même ce nom par rapport à son neveu Mindon Min. Il eut 62 fils et 58 filles d'environ 200 épouses.

## Expéditions militaires
Il envoya en 1784 ses armées contre l'Arakan, sous les ordres de son fils et héritier présomptif, Thado Minsaw, Prince de Debayin (père des futurs rois Bagyidaw et Tharrawaddy Min). La capitale de l'Arakan Mrauk U fut prise le 2 janvier 1785. Un important butin fut saisi, dont des images du Bouddha et des bronzes khmer, aujourd'hui encore visibles à Mandalay. 20 000 prisonniers furent attribués comme esclaves aux pagodes et à la noblesse d'Amarapura.
Avec l'annexion de l'Arakan, les frontières de la Birmanie atteignaient celles de l'Inde britannique. Les Arakanais se révoltèrent en 1794 et le gouverneur britannique John Shore (futur Lord Teignmouth) envoya le Capitaine Michael Symes en ambassade, avec mission de rassembler un maximum d'informations sur la Cour d'Ava, nom sous lequel le royaume était connu du monde extérieur,.
Bodawpaya tenta à deux reprises de s'emparer d'Ayutthaya, sans succès : 1785 et 1808,,. Le gouverneur de Tavoy se révolta en 1791 avec l'aide des Thaïs, mais une expédition maritime punitive envoyée par Bodawpaya mit le siège devant la ville. Les négociations qui s'ensuivirent en 1793 se conclurent par l'attribution (définitive) de la côte du Tenasserim à la Birmanie.

## Religion et culture

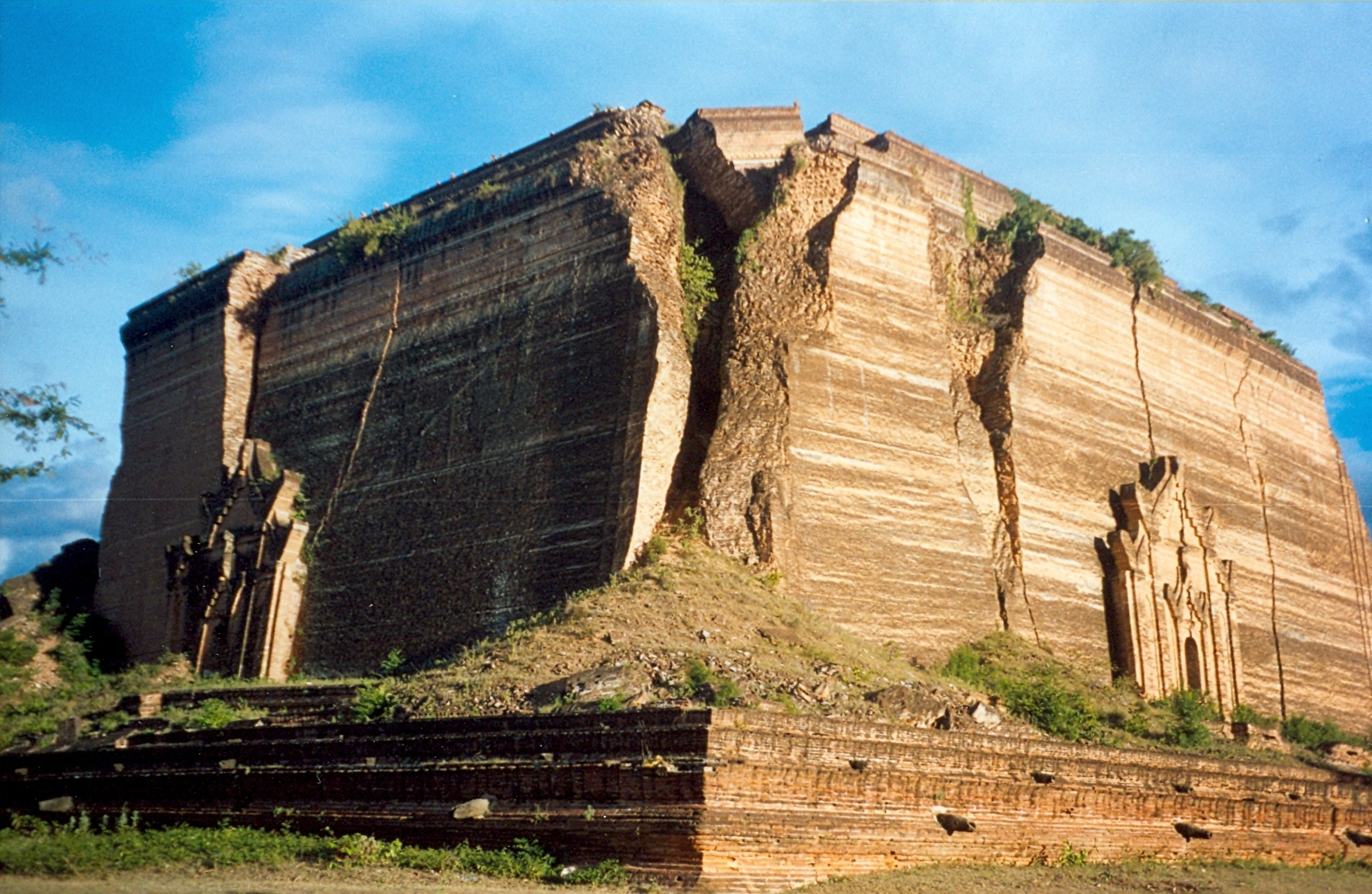
Le Mantalagyi, commencé en 1790

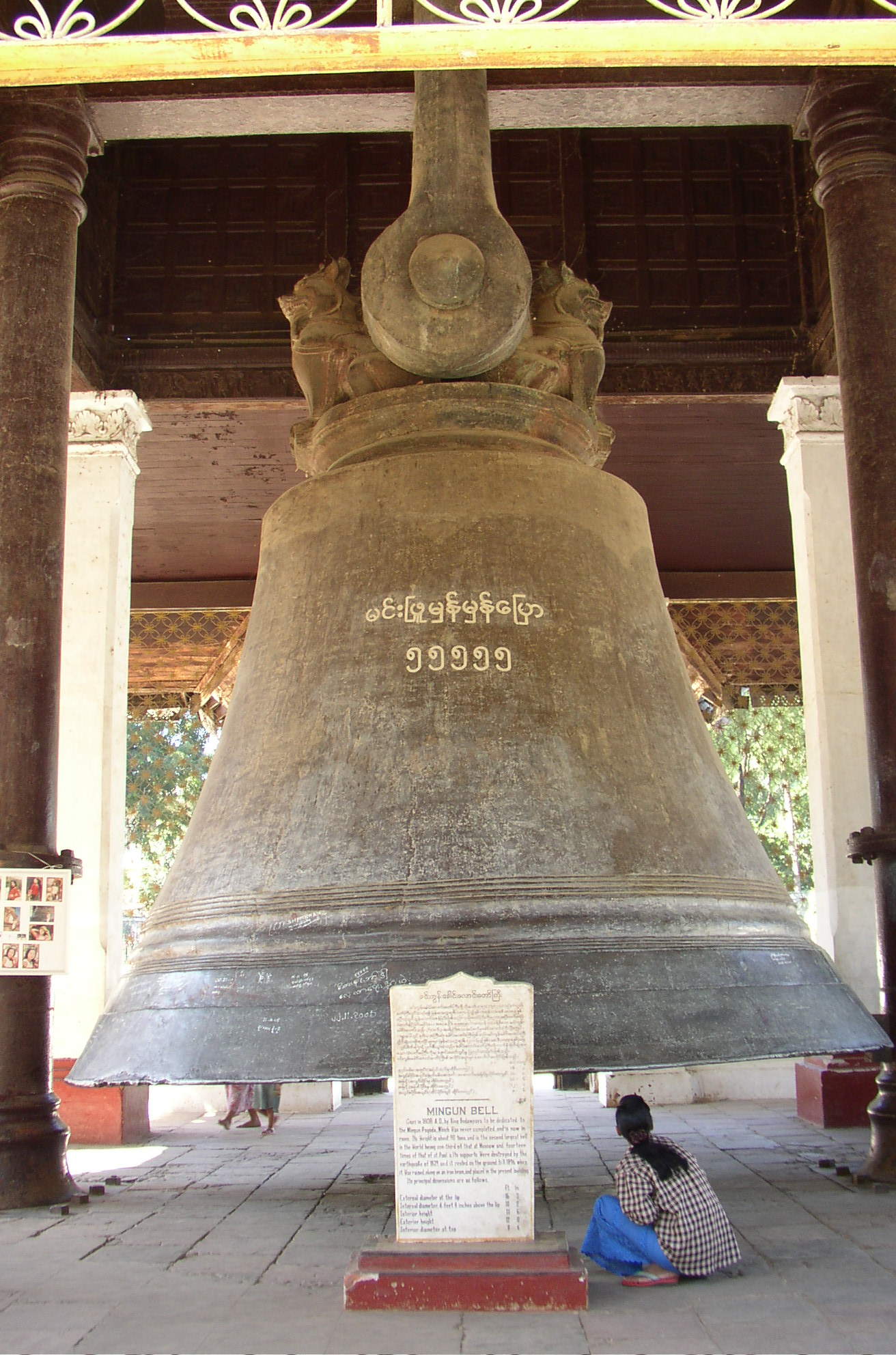
La Cloche de Mingun, 1808-1810

Bodawpaya se proclama le nouveau Bouddha or Maitreya (Areimmadeiya), mais cette prétention fut fermement repoussée par le Sangha,. Le bouddhisme fut florissant durant son règne, grâce à la discipline et la stabilité apportée par l'institution d'un chapitre de Sangharajas (moines supérieurs), chargé de veiller sur la pureté du Sangha. Bodawpaya avait tranché en faveur de l'orthodoxie dans la question du port de la robe monastique (c'est-à-dire les 2 épaules couvertes) et l'ordre des moines fut unifié par la secte Thudhamma. La Birmanie devint la gardienne du bouddhisme dans la région et l'ordination upasampada fut réintroduite au Sri Lanka (1800).
En 1790 Bodawpaya commença la construction d'un gigantesque stûpa, le Mantalagyi (Grand Stupa Royal) à Mingun, près de Mandalay. Les travaux furent interrompus après le premier étage, car à une prédiction annonça que la ruine de la dynastie suivrait son achèvement. Il était prévu pour faire 150 m de haut, assez haut pour être vu de Shwebo, berceau de la dynastie Konbaung, et c'est encore aujourd'hui la plus grosse structure de briques du monde (plus de 100 millions de briques). Un tremblement de terre ouvrit en 1838 de grandes fissures dans la structure et précipita la tête de 2 énormes sculptures de lions dans l'Irrawaddy. Une énorme cloche destinée au stupa, la "cloche de Mingun", avait été fondue entre 1808 and 1810,. C'est la plus grande cloche pouvant encore sonner dans le monde. (La Tsar Kolokol du Kremlin est  fendue.)
Bodawpaya fut aussi un protecteur de la musique et des arts dramatiques : il nomma un ministre nommé le Thabin Wun, et établit par décret des règles strictes (Ameintdaw). Il ordonna aussi une grande étude sur l'économie de son royaume en 1784.
Son héritier présomptif étant mort en 1808, c'est son petit-fils Sagaing Min (Prince de Sagaing) qui lui succéda en 1819 (Bagyidaw).